# Axel Spens
Axel Spens, född februari 1681 i Stockholms stad, död 6 februari 1745 i Östra Skrukeby församling, var en Karl XII:s officerare och deltog i ett flertal drabbningar innan han genom kapitulationen vid Perevolotjna 1709 kom i rysk fångenskap. 
Han deltog i riksdagarna 1723-1742/43
Spens spelade en viktig roll när dalupproret kuvades 1743, och vid striderna kring Norrmalmstorg (nu Gustav Adolfs torg) massakrerades hans häst av dalkarlarna.